# Карнаушенко, Анна Григорьевна
Анна Григорьевна Карнаушенко (род. 14 сентября 1953, Каменка-Днепровская, Запорожская область) — советская гребчиха.
Представляла спортивное общество «Авангард» (Запорожье). Чемпион СССР 1976 года (двойка без рулевого).
Член сборной СССР с 1974 года. Участница Олимпийских игр 1976 года в Монреале, где заняла в паре с Натальей Городиловой четвёртое место в двойке.
Училась в Запорожском индустриальном институте.